# Никулин, Александр Семёнович
Алекса́ндр Семёнович Нику́лин (21 июля 1918, Глазовский уезд, Вятская губерния — 6 марта 1998, Глазов, Удмуртия) — участник Великой Отечественной войны, Герой Российской Федерации. Стрелок-радист 947-го штурмового авиационного Севастопольского полка 289-й штурмовой Никопольской Краснознаменной авиационной дивизии 7-го штурмового Севастопольского авиационного корпуса 15-й воздушной армии (до февраля 1945 года корпус входил в состав 8-й воздушной армии), старшина.

## Биография
Родился 21 июля 1918 года в деревне Ситники Вятской губернии. Русский. Окончил семилетнюю школу села Сада. В сентябре 1938 года призван в ряды Красной Армии, служил на Дальнем Востоке. В 1941 году окончил Троицкую авиационную школу.

### Участие в Великой Отечественной войне
Участник Великой Отечественной войны с 1942 года.
В составе 947-го штурмового авиационного полка 289-й штурмовой авиационной дивизии 7-го штурмового авиационного корпуса воевал на Степном, Южном, 4-м Украинском, Прибалтийском и Ленинградском фронтах, освобождал Донбасс, Крым, Прибалтику. Неоднократно был ранен.
Воевал на штурмовике Ил-2. За время войны совершил 209 боевых вылетов. Большую часть боевых вылетов совершил в экипаже будущего Героя Российской Федерации Б. М. Кучина. Защищая свой самолёт, в воздушных боях сбил лично 5 немецких истребителей и 3 в составе группы.
18 мая 1945 года командиром 947-го штурмового авиационного Севастопольского полка гвардии подполковником Мордовцевым был представлен к званию Героя Советского Союза, как лучший воздушный стрелок в авиационном полку. Главнокомандующим ВВС РККА Главным маршалом авиации А. А. Новиковым награда заменена на орден Отечественной войны. В 1993 году справедливость была восстановлена, и указом президента Российской Федерации № 1554 от 1 октября 1993 года за мужество и героизм, проявленные в борьбе с немецко-фашистскими захватчиками в Великой Отечественной войне 1941—1945 годов, старшему сержанту в отставке Никулину А. С. присвоено звание Героя Российской Федерации с вручением медали «Золотая звезда» за номером 047. Этим же указом награждена единственная женщина-штурмовик в морской авиации СССР Шулайкина Лидия Ивановна. Награждение состоялось в марте 1994 года.
Участник Парада Победы 1945 года.

Большая нагрузка ложилась в этих условиях на воздушных стрелков. Прицельным огнём из крупнокалиберных пулеметов они не давали возможности гитлеровским истребителям атаковать штурмовики. Получая дружный огневой отпор, «мессершмитты» не рисковали близко подходить к советским Ил-2 с задней полусферы. В первый же день наступления старший сержант А. С. Никулин сбил вражеский истребитель, открыв боевой счет воздушных стрелков в боях за освобождение Крыма.

Группа штурмовиков 947-го полка во главе с лейтенантом П. П. Лужецким штурмовала передний край обороны. В это время истребитель противника атаковал самолет лейтенанта Б. М. Кучина. Воздушный стрелок старший сержант А. С. Никулин отразил эту атаку, на повторном заходе штурмовика истребитель снова предпринял попытку произвести атаку, но меткой очередью из хвостового пулемета был подожжен. Так коммунист Никулин сбил второй самолет врага за время боев в Крыму.— Губин Б. А., Киселёв В. Д., 1980

### Послевоенное время
После демобилизации в ноябре 1945 года трудился на Горьковской железной дороге в Кировской области, работал дежурным по станции (1946—1978 гг.) на станциях Зуевка, Фалёнки, Коса. Однажды предотвратил крушение пассажирского поезда, заметив повреждение колесной пары вагона. Ему было присвоено звание «Почётный железнодорожник СССР» и вручён серебряный знак отличия.
С 1985 года жил в городе Глазове, активно участвовал в военно-патриотической работе.
В 1994 году присвоено звание «Почётный гражданин города Глазова» за большой вклад в дело военно-патриотического воспитания подрастающего поколения.
Согласно завещанию похоронен в Кировской области — в посёлке Косино, возле станции Коса.

## Награды
- Герой Российской Федерации (Указ от 01.10.1993 № 1554)
- Орден Красного Знамени (21.05.1944)[4]
- Орден Отечественной войны 1-й (16.05.1945[5]; 02.12.1945[К 2]) и 2-й степени[6] (8.9.1944[7])
- Орден Славы 3-й степени (27.11.1944)[8]

- медали:
  - Медаль Жукова[9]
  - «В ознаменование 100-летия со дня рождения Владимира Ильича Ленина» (6.4.1970)
  - «За победу над Германией» (9.5.1945[10])
  - «20 лет Победы в Великой Отечественной войне 1941—1945 гг.» (7.5.1965[11])
  - «30 лет Победы в Великой Отечественной войне 1941—1945 гг.»[12]
  - «40 лет Победы в Великой Отечественной войне 1941—1945 гг.»[13]
  - «50 лет Победы в Великой Отечественной войне 1941—1945 гг.»[14]
  - «Ветеран труда»
  - «30 лет Советской Армии и Флота»[15]
  - «40 лет Вооружённых Сил СССР»[16]
  - «50 лет Вооружённых Сил СССР» (26.12.1967[17])
  - «60 лет Вооружённых Сил СССР» (28.1.1978[18])
  - «70 лет Вооружённых Сил СССР» (28.1.1988[19])

- Почётный железнодорожник СССР
- Знак «Гвардия»
- Знак МО СССР «25 лет Победы в Великой Отечественной войне» (24 апреля 1970[20])

## Память
Именем Александра Семёновича Никулина названа улица в городе Глазове, установлен бюст в аллее героев.
К 60-летию победы в Великой Отечественной войне на здании вокзала станции Фалёнки установлена мемориальная доска в честь А. С. Никулина.

## Комментарии
1. ↑  Деревня Ситники, относившаяся к Святицкой волости Глазовского уезда, в 1920-е годы — к Фалёнской волости Слободского уезда, а последующем входила в состав Ленинского, затем Фалёнского сельсовета Фалёнского района Кировской области; упразднена 6.4.1981[1].
2. ↑  Первоначально был представлен к званию Героя Советского Союза[2].